# Marschnerstraße 16

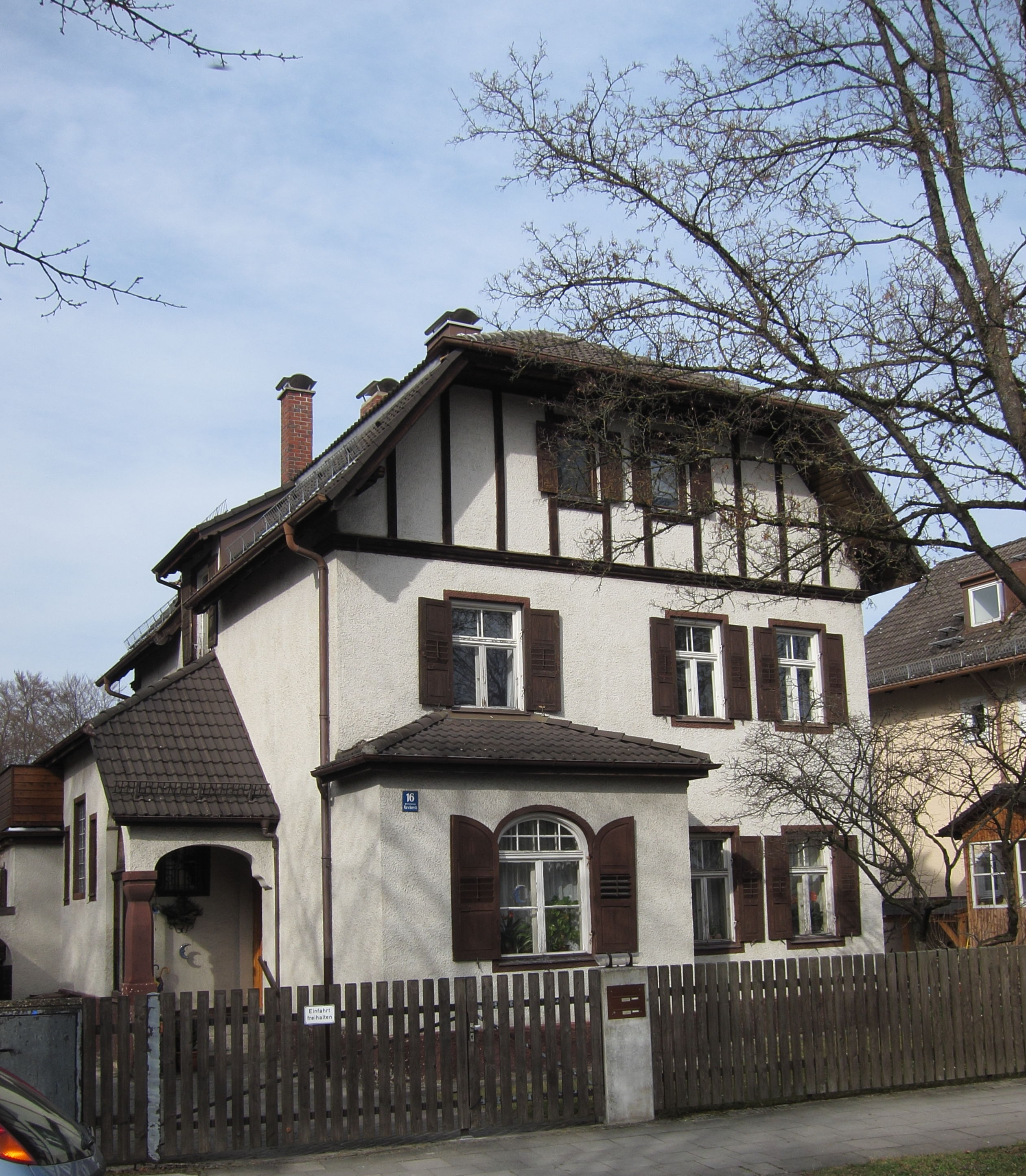
Haus Marschnerstraße 16 in Pasing

Das Wohnhaus Marschnerstraße 16 im Stadtteil Pasing der bayerischen Landeshauptstadt München wurde um 1897 errichtet. Die Villa an der Marschnerstraße ist ein geschütztes Baudenkmal.
Das Wohnhaus im Landhausstil wurde im Büro von August Exter entworfen. Dieser Typus mit Halbwalmdach, erdgeschossigem Erker und Blendfachwerk im Giebel wurde in verschiedenen Varianten vom Büro August Exter in der Villenkolonie Pasing II gebaut.